# Richard Collins-Moore
Richard Collins-Moore (Scunthorpe, 1960) es un actor británico de teatro, cine y televisión, conocido principalmente por interpretar el papel de Dios en la película La llamada.

## Biografía
Nació, en 1960, en Scunthorpe, una villa del condado de Lincolnshire (Inglaterra). Al acabar sus estudios de Moda y Textil en la Universidad de Mánchester se trasladó a Londres donde empezó a trabajar como actor. Debido a su incomodidad con la situación política del país, cuya primera ministra en ese momento era Margaret Thatcher, decidió irse a vivir a España donde ha trabajado en diferentes producciones teatrales, televisivas y cinematográficas.
Comenzó su carrera en España en el teatro y apareció con papeles episódicos en conocidas series de televisión como Aquí no hay quien viva o 7 vidas. En el año 2006, interpretó a Innkeeper en la película El Perfume, la multi-premiada adaptación de la novela de Patrick Süskind, dirigida por Tom Tykwer.
También trabajó como humorista en Noche Hache, el programa de Cuatro comandado por Eva Hache, donde se encargaba de repasar las noticias más importantes de la actualidad internacional. En la sección, llamada Reportero de guerra, aparecía delante de un decorado ficticio con un micrófono en la mano imitando a un corresponsal del telediario.
La popularidad del actor ha aumentado gracias a su incursión en La llamada, obra de teatro escrita y dirigida por Javier Ambrossi y Javier Calvo. Richard Collins-Moore ha interpretado el papel de Dios durante todas las temporadas que se han hecho en el Teatro Lara, desde la primera función, el 2 de mayo de 2013, hasta la actualidad. Su trabajo en la obra ha sido reconocido siendo nominado a mejor actor de reparto en los premios Broadway World Spain en el año 2013. En el año 2014, en los Premios Unión de Actores fue nominado a mejor actor de reparto de teatro.
Debido al gran éxito de la obra de teatro, el 29 de septiembre de 2017 se estrenó en cines la película La llamada donde volvió a interpretar a Dios.

## Filmografía

### Películas
| Año  | Película              | Personaje     | Director                       |
| ---- | --------------------- | ------------- | ------------------------------ |
| 1992 | El largo invierno     | Cónsul U.S.A. | Jaime Camino                   |
| 2002 | El segundo nombre     | Dr. Larabee   | Paco Plaza                     |
| 2006 | El perfume            | Innkeeper     | Tom Tykwer                     |
| 2007 | La luna en botella    | Isaac Klum    | Eduardo Grojo                  |
| 2007 | Atasco en la nacional | John          | Josetxo San Mateo              |
| 2009 | Nacidas para sufrir   | Don Antonio   | Miguel Albaladejo              |
| 2017 | La llamada            | Dios          | Javier Ambrossi y Javier Calvo |

### Series de televisión
| Año         | Serie                               | Cadena                  | Personaje          | Episodios    |
| ----------- | ----------------------------------- | ----------------------- | ------------------ | ------------ |
| 1994        | Oh! Europa                          | TV3                     | Presentador de TV  | 1 episodio   |
| 1999        | La memòria dels Cargols             | TV3                     | Baró               | 26 episodios |
| 2002        | Psico express                       | TV3                     | Dionís             | 1 episodio   |
| 2002        | Policías, en el corazón de la calle | Antena 3                |                    | 1 episodio   |
| 2004        | Aquí no hay quien viva              | Antena 3                | Entrevistador      | 1 episodio   |
| 2006        | 7 vidas                             | Telecinco               | Director colegio   | 1 episodio   |
| 2006        | Ellas y el sexo débil               | Antena 3                |                    | 1 episodio   |
| 2006 - 2008 | El comisario                        | Telecinco               | Jeremy Gifford     | 2 episodios  |
| 2008        | El síndrome de Ulises               | Antena 3                |                    | 2 episodios  |
| 2009        | Hermanos y detectives               | Telecinco               |                    | 1 episodio   |
| 2009        | Somos cómplices                     | Antena 3                | Manuel             | 2 episodios  |
| 2012        | Los sobrinos del Capitán Grant      | La 1                    | Sir Clyron         | TV-Movie     |
| 2013        | Con pelos en la lengua              | YouTube                 | Psicólogo          | 4 episodios  |
| 2015        | Aquí Paz y después Gloria           | Telecinco               |                    | 1 episodio   |
| 2016        | Víctor Ros                          | La 1                    |                    | 1 episodio   |
| 2016        | Paquita Salas                       | Flooxer                 | Profesor de teatro | 1 episodio   |
| 2017 - 2018 | Ella es tu padre                    | Telecinco / FDF         | Epi                | 9 episodios  |
| 2021 - 2023 | El pueblo                           | Prime Video / Telecinco | Charles Pemberton  | 8 episodios  |
| 2022        | La que se avecina                   | Prime Video / Telecinco | Friedrich          | 1 episodio   |
| 2025        | Mariliendre                         | Atresplayer             | Primo Ernesto      | 1 episodio   |

### Programas de televisión
| Año         | Programa       | Cadena       |
| ----------- | -------------- | ------------ |
| 2005 - 2008 | Noche Hache    | Cuatro       |
| 2006        | Hola Barcelona | Barcelona TV |

### Teatro
- Cir Crac. Dirigida por Manuel Trías
- Los sobrinos del Capitán Grant. Dirigida por Paco Mir
- Nuts Coconuts. Dirigida por Jordi Millán
- Los mejores sketch de Mony Python. Dirigida por Yllana
- Una noche en el canal. Dirigida por Albert Boadella
- Lisístrata. Dirigida por Jérôme Savary
- Beaumarchais. Dirigida por José María Flotas
- Usted tiene ojos de mujer fatal. Dirigida por Enrique Javier Poncela
- La llamada. Dirigida por Javier Calvo y Javier Ambrossi
- La ceremonia de la confusión. Dirigida por Jesús Cracio